# Nicolás Isasi
Nicolás Isasi (* 1987, La Plata) je argentinský filmový režisér, operní režisér, kritik, scenárista a spisovatel. Jeho tvorba zahrnuje více než 80 inscenací. Je známý tím, že se probojoval do první desítky v mezinárodní soutěži pro mladé operní režiséry NANO OPERA a byl jedním z umělců vybraných na sympozium PQ 2024: Technologie v divadle, performance a výstavnictví, které pořádá Pražské Quadriennale.

## Naše kariéra

### Začátky
Nicolás Isasi vyrůstal ve středostavovské rodině a s hudbou začal v deseti letech. V tomto věku se učil hrát na saxofon na Hudební konzervatoři Gilarda Gilardiho, kterou založil argentinský skladatel Alberto Ginastera, kde s přáteli absolvoval své první koncerty a brzy se stal členem dechového orchestru konzervatoře. V mládí hrál v orchestru Orquesta Estudiantil de Buenos Aires pod vedením jeho zakladatele, argentinského hudebníka a skladatele Guillerma Jorgeho Zalcmana, vystudoval filmovou režii na Universidad del Cine (FUC) a operní režii na Instituto Superior de Arte del Teatro Colón (ISATC) v Buenos Aires.

### První režisérské projekty
Svůj první krátký film Juntos natočil v 17 letech. V té době také začal pracovat jako výtvarník a asistent režie na různých filmových produkcích. Jeho krátký film Intersección je introspektivní dílo, které se v tajemném a napínavém tónu zabývá spojením života a smrti. Natočil jej ve dvaceti letech v Přírodovědném muzeu v La Platě a je to jeho první 16mm dílo, které bylo uvedeno v zahraničí. Zúčastnil se Mezinárodního filmového festivalu v Cuscu. Pracuje v divadle i ve filmu jako režisér a scenárista. Během studia opery v Teatro Colón Nicolás Isasi v roce 2012 režíroval Figarovu svatbu od Wolfganga Amadea Mozarta pro soubor Opera Joven. Isasi v Teatro Coliseo Podestá režíroval opery Bastien a Bastienne a Apollo et Hyacinthus, rovněž od Mozarta, a La canterina od Josepha Haydna. 
Jeho posledním projektem v Teatro Colón byla argentinská premiéra opery Scotta Joplina Treemonisha. Isasi pracovala více než šest měsíců na dlouhém tvůrčím a výzkumném procesu, který zahrnoval konzultace s odborníky na americkou historii a Joplinovou tvorbu, včetně Ricka Benjamina, zakladatele Paragon Ragtime Orchestra, s nímž operu nahrála. Po tuctu konkurzů, v nichž byli nalezeni sólisté a sbor, bylo rozhodnuto vytvořit orchestrální verzi s 15 hudebníky. Největší výzvou pro umělce bylo, že se nejednalo o repertoárovou operu. Dílo zaznamenalo obrovský úspěch u týmu 60 mladých argentinských, brazilských a chilských umělců z konzervatoří Gilardo Gilardi, Manuel de Falla a López Buchardo, UNA (Národní univerzita v Buenos Aires) a ISATC (Národní institut statistiky a sčítání lidu).
Podílí se jako asistent režie na opeře Trouble in Tahiti od Leonarda Bernsteina pořádané Encuentros Foundation v rámci 44. mezinárodního festivalu Incontri di Musica Contemporanea vytvořeného argentinskou skladatelkou Alicií Terzian ve městě Buenos Aires.
Během své kariéry asistoval různým operním, filmovým a divadelním režisérům v Argentině, Polsku a Itálii. V roce 2018 se Isasi s Grupo Subsuelo zúčastnil mezinárodního festivalu TACT (Festival internazionale di arti performative) v Terstu a absolvoval turné po Slovinsku (Lublaň), Německu, kde vystoupil v Theatre X (Berlín) a Teater Outhouse (Dublin) s absurdní komedií Piso 35, která byla oceněna Fondo Nacional de las Artes v soutěži o nepublikovaná díla, a na závěr turné skupina vystoupila ve Španělsku (Barcelona).

### Krajiny pro svobodu
Krajiny pro svobodu (Landscapes for Freedom) je ručně animovaný film s poselstvím míru a naděje světu, založený na triptychu „Potápění do země“ ukrajinské umělkyně Oleny Morkhovske, s hudbou Mattea Ramona Arevalose a poezií Ivána Frankó. Isasi byl jedním z umělců vybraných do projektu Projeto Libertinagem pořádaného Ala d'Artistas. Během tří měsíců s pomocí čtyř uměleckých profesionálů vybraní umělci, navzájem neznámí, vyvinuli různé projekty související s tvůrčím psaním, fotografie, audiovize, hudba, kompozice, divadlo a performance. Hotové práce byly prezentovány v Mira de Aire.
Krajiny pro svobodu se promítaly v Anglii, na Ukrajině, v Mexiku, Finsku, Španělsku a Argentině, byly vybrány na Mezinárodním filmovém festivalu o klimatu ve Frome, Dispatches of War, na BCT – Festival Benevento Cinema e Televisione a semifinalista na filmovém festivalu Batangas Balisong na Filipínách.
Díky svému poselství míru, jednomu z témat 9. ročníku Mezinárodního filmového festivalu o lidských právech v Tunisku, byl film Krajina pro svobodu vybrán na festival Human Screen, který je členem sítě Human Rights Film Network. Isasiho film se tak stal prvním filmem promítaným v Africe. Festival si klade za cíl propagovat kulturu lidských práv v Tunisku prostřednictvím místní i mezinárodní kinematografie.

## Pražské Quadriennale
Je jedním z umělců vybraných na sympozium PQ 2024: Technologie v divadle, performance a výstavnictví, pořádané Pražským Quadriennale designu performance a prostoru.
Scénografický projekt vytvořený Nicolásem Isasim pro operu As Damas Trocadas (1797), který se týkal myšlenky labyrintu a vztahu mezi Marcosem Portugalem a Jorgem Luisem Borgesem, byl vybrán z tisíců návrhů z celého světa k představení. jeho projekt na sympoziu Pražského Quadriennale v České republice.
V kině Vzlet v české metropoli bylo možné vidět animované kreace, které vytvořili Isasi a Daniel Di Paola pro scénografii uvedeného díla, které odkazuje k borgesovským labyrintům.

## Přednášející a kritik
Již více než deset let vyučuje Isasi nejen na univerzitě, ale také na různých středních školách. Na Universidad del Cine působil jako lektor argentinských scénických a kostýmních výtvarníků Ponchiho Morpurga a Eduarda Lerchundiho. Vedl četné přednášky a nabízel kurzy v různých jazycích. Jeho články v novinách a časopisech v Argentině i v Evropě zahrnují širokou škálu různých témat.
Isasi vydal více než 500 publikací včetně esejů, článků, rozhovorů a recenzí národních a mezinárodních pořadů o Anish Kapoor, Banksy, Martha Argerichová, Daniel Barenboim, Zubin Metha, Plácido Domingo, Alan Parsons, Paul McCartney, Creedence Clearwater Revival, Chick Corea, Juan Diego Flórez, Dennis Russell Davies, Krzysztof Penderecki, William Turner, Sinead O'Connor, Gloria Gaynor, Michel Legrand, Dario Fo, Riccardo Muti, Steve Gadd, Joan Miró, Alberto Sordi, Lang Lang, Werner Bischof, Alexander Rybak, Amelita Baltar, Mariano Mores, za noviny, časopisy a knihy o kině, divadle, hudbě, opeře, tanci, výtvarném umění, televizi, koncertech, výstavách, festivalech a recitálech, kde odráží zkušenosti nashromážděné ve svém kariéra jako divák, pozorovatel, kritik a režisér v několika jazycích. V aktuálním ročníku mezinárodního kongresu Nostos rozvinul část tvůrčího procesu využití různých materiálů při výrobě řeckých masek ve své nejnovější opeře vytvořené v Portugalsku. Byl programátorem a moderátorem seriálu řeckých filmů, který organizoval Ser Griegos v různých divadlech v Argentina. Pracoval na kurátorství a přípravě katalogů pro slavnostní zahájení a ukončení mnoha uměleckých výstav. Je součástí týmu Ala d’Artistas jako kurátor scénického umění.

## Kino
Seznam prací do roku 2024.
| Rok  | Titul                      | Režisér | Scenárista | Umělecký směr | Asistent Režie |
| ---- | -------------------------- | ------- | ---------- | ------------- | -------------- |
| 2005 | Juntos                     | Ano     | Ano        | Ano           |                |
| 2005 | El Silencio                | Ano     | Ano        |               |                |
| 2005 | Vecinos                    | Ano     | Ano        |               |                |
| 2005 | La mujer del piano         | Ano     | Ano        |               |                |
| 2006 | Tentaciones                |         |            |               | Ano            |
| 2006 | Cambalache                 |         |            |               | Ano            |
| 2007 | El árbol                   | Ano     | Ano        |               |                |
| 2007 | Doctor's Jazz Band         | Ano     | Ano        |               |                |
| 2007 | Noche                      |         |            |               | Ano            |
| 2007 | Mientras Inglaterra Duerme |         |            |               | Ano            |
| 2007 | La arena                   |         |            | Ano           |                |
| 2007 | El eslabón fallido         |         |            |               | Ano            |
| 2007 | Paseo por el bosque        | Ano     | Ano        | Ano           |                |
| 2008 | Intersección               | Ano     | Ano        |               |                |
| 2008 | Isósceles                  |         |            | Ano           | Ano            |
| 2008 | Los extranjeros            |         |            |               | Ano            |
| 2008 | De tres cuerpos            |         |            |               | Ano            |
| 2008 | Impunidad                  |         |            |               | Ano            |
| 2009 | Fantasma de Buenos Aires   |         |            | Ano           |                |
| 2010 | Las veinte primaveras      |         |            |               | Ano            |
| 2010 | El teatro de Howell        |         |            |               | Ano            |
| 2011 | graFEETi                   | Ano     |            | Ano           |                |
| 2013 | Mi nombre es Arturo        |         |            | Ano           |                |
| 2014 | The Awakening              |         |            | Ano           |                |
| 2015 | Perdidos en la ciudad      |         |            | Ano           |                |
| 2021 | OUT OF MIND                | Ano     |            | Ano           |                |
| 2024 | Gala & Kiwi                |         |            | Ano           |                |
| 2024 | Landscapes for Freedom     | Ano     |            |               |                |

## Opera
Seznam prací do roku 2024.
| Rok  | Titul                         | Režisér | Scénograf | Asistent Režie | Asistent Kostýmu | Asistent Produkce |
| ---- | ----------------------------- | ------- | --------- | -------------- | ---------------- | ----------------- |
| 2007 | Rigoletto                     |         |           |                | Ano              |                   |
| 2007 | Madama Butterfly              |         |           |                | Ano              |                   |
| 2007 | L'Enfant et les sortilèges    |         |           |                | Ano              |                   |
| 2007 | Doña Francisquita             |         |           |                | Ano              |                   |
| 2007 | Španělská hodinka             |         |           |                | Ano              |                   |
| 2008 | Romeo a Julie                 |         |           |                | Ano              |                   |
| 2008 | Le nozze di Figaro            |         |           |                | Ano              |                   |
| 2008 | Lazebník sevillský            |         |           |                | Ano              |                   |
| 2009 | Veselá vdova                  |         |           |                | Ano              |                   |
| 2009 | The Old Maid and the Thief    |         |           |                | Ano              |                   |
| 2009 | Amelia al ballo               |         |           |                | Ano              |                   |
| 2009 | Veselá vdova                  |         |           |                | Ano              |                   |
| 2010 | Manon Lescaut                 |         |           |                | Ano              |                   |
| 2010 | Così fan tutte                |         |           |                | Ano              |                   |
| 2011 | Gianni Schicchi               |         |           | Ano            |                  |                   |
| 2011 | Netopýr                       |         |           |                | Ano              |                   |
| 2011 | Lovci perel                   |         |           |                | Ano              |                   |
| 2011 | Il trovatore                  |         |           |                | Ano              |                   |
| 2012 | Le nozze di Figaro            | Ano     |           |                |                  |                   |
| 2012 | The Bohemian Girl             |         |           |                |                  | Ano               |
| 2012 | Trouble in Tahiti             |         |           | Ano            |                  |                   |
| 2012 | Tosca                         |         |           |                | Ano              |                   |
| 2012 | Don Giovanni                  |         |           |                | Ano              |                   |
| 2012 | L'amico Fritz                 |         |           |                | Ano              |                   |
| 2012 | Sedlák kavalír                |         |           |                | Ano              |                   |
| 2013 | Kouzelná flétna               |         |           |                | Ano              |                   |
| 2013 | Dítě a kouzla                 |         |           | Ano            |                  |                   |
| 2013 | Bastien a Bastienka           | Ano     | Ano       |                |                  | Ano               |
| 2013 | Treemonisha                   | Ano     | Ano       |                | Ano              | Ano               |
| 2013 | Apollo et Hyacinthus          | Ano     |           |                |                  | Ano               |
| 2014 | Porgy and Bess                |         |           |                |                  | Ano               |
| 2014 | Luisa Fernanda                |         |           |                |                  | Ano               |
| 2014 | La canterina                  | Ano     |           |                |                  | Ano               |
| 2014 | Sedlák kavalír                | Ano     | Ano       |                |                  | Ano               |
| 2015 | Netopýr                       | Ano     |           |                |                  | Ano               |
| 2017 | Il ritorno d'Ulisse in patria |         |           | Ano            | Ano              | Ano               |
| 2017 | Hoffmannovy povídky           |         |           | Ano            |                  |                   |
| 2017 | Il Trovatore                  |         |           | Ano            |                  |                   |
| 2017 | Komedianti                    |         |           | Ano            |                  |                   |
| 2018 | L'Arianna                     |         |           | Ano            | Ano              | Ano               |
| 2019 | Flis                          |         |           | Ano            | Ano              | Ano               |
| 2020 | María de Buenos Aires         |         |           | Ano            |                  |                   |
| 2023 | Tosca                         |         |           | Ano            |                  |                   |
| 2023 | Le donne cambiate             | Ano     | Ano       |                |                  |                   |
| 2024 | Aci e Galatea                 | Ano     | Ano       |                |                  |                   |